# Franz Deus
Franz Deus (* 14. Februar 1901 in Düsseldorf; † 18. März 1970 in Essen) war ein deutscher Gewerkschafter.

## Leben
Deus, aus einer Düsseldorfer Beamtenfamilie stammend, studierte nach seinem Abitur in Düsseldorf von 1920 bis 1925 Philosophie und Theologie in Freiburg und Bonn sowie Nationalökonomie in Köln und Münster. Als Student wurde er Mitglied der KV-Verbindungen K.St.V. Brisgovia Freiburg, Vandalia Bonn und Ravensberg Münster. Er war zunächst wissenschaftlicher Assistent und wurde 1925 in Münster bei dem Sozial- und Caritaswissenschaftler Heinrich Weber mit einer sozialpolitischen Arbeit über die Fürsorgemaßnahmen an Arbeiterkindern der Stahlindustrie in Duisburg-Hamborn zum Dr. rer.pol. in Staatswissenschaften promoviert.
Er war Syndikus der Handwerkskammer Düsseldorf, anschließend Syndikus der Handwerkskammern Köln und Aachen.
Ab 1945 war für die christlich-soziale Bewegung in der Erwachsenenbildung tätig und wurde 1948 erster Leiter der DGB-Bundesschule Hans-Böckler-Schule des Deutschen Gewerkschaftsbundes in Hattingen. Zudem lehrte er an der Sozialakademie Dortmund.
Deus war Mitglied der CDU und Vorsitzender des Arbeitskreises für Sozialpolitik. Er engagierte sich für die Katholische Soziallehre. 1952 war er in Bad Honnef zusammen mit Joseph Höffner, Johannes B. Hirschmann SJ, Jakob David SJ, Franz Josef Wothe, Heinrich Tenhumberg, Alexander Stein und Albrecht Beckel einer der Gründer der Arbeitsgemeinschaft katholisch-sozialer Bildungswerke AKSB. Deus war unter anderem Aufsichtsratsmitglied bei der Essener Steinkohlenbergwerke AG.
1964 wurde er von Kardinal-Großmeister Eugène Tisserant zum Ritter des Ritterordens vom Heiligen Grab zu Jerusalem ernannt und am 5. Dezember 1964 im Kölner Dom durch Lorenz Jaeger, Großprior des Ordens, investiert.
Deus blieb bis zu seinem Tode ein überzeugter KVer, auf der Vertreterversammlung des KV 1959 in Freiburg, wollte er das Hauptreferat  (Thema: Gefährdung oder Sicherung der Freiheit durch die gesellschaftlichen Gliederungen?) halten, wegen einer akuten Erkrankung von Deus fiel dieses Referat jedoch aus.
Franz Deus war seit 1931 verheiratet mit Johanna Bals.

## Schriften
- Fürsorge für Hamborner Stadtkinder durch Entsendung auf das Land und in Heime in der Kriegs- und Nachkriegszeit, 1926,  Dissertation
- Die Aufgabe der Gewerkschaften in einer leistungsgemeinschaftlichen Ordnung In: Festschrift zum Katholikentag Bochum, 1949
- Zur sozialen Lage der Arbeitnehmer in Deutschland ebd
- Die neue deutsche Gewerkschaftsbewegung und die christliche (katholische) Gesellschaftslehre in: Gewerkschaftliche Monatshefte 1950, Heft 1, S. 13–17.
- Gewerkschaft und Erziehung in Lexikon der Pädagogik II 1953
- Gewerkschaften und Parlament, Köln-Deutz Bund-Verlag, 1956
- Gewerkschaften im Aufbau der Gesellschaft, Köln-Deutz: Bund-Verl., 1963
- 10 Jahre Bildungsarbeit in den Bundesschulen des DGB 1950 bis 1960, Düsseldorf Bundesvorstand d. Dt. Gewerkschaftsbundes Hauptabt. Bildungswesen, 1960
- Arbeitstagungen für Arbeitnehmervertreter in Aufsichtsräten: (zusammenfassender Bericht für die Jahre 1958-1966), Hans-Böckler-Schule, 1967

## Ehrungen
- 1963: Ernennung zum Professor durch das Land Nordrhein-Westfalen
- 1963: Ritterschlag zum Ritter vom Heiligen Grab
- 1966: Großes Verdienstkreuz des Verdienstordens der Bundesrepublik Deutschland[3]